# 金斯伍德站
金斯伍德（英語：Kingswood）是一個位於愛爾蘭都柏林西南部的都柏林轻轨站，在2004年通車。
都柏林公車路線56A能到達此站。